# Joseph Gómez
Joseph „Nding“ Gómez (* 25. Dezember 1987 in Gambia) ist ein gambischer Fußballspieler, der für den gambischen Verein Wallidan Banjul in der Position des Torwarts spielt. Seit Januar 2007 spielt er in der ersten Mannschaft des Vereins, zuvor war er in der Jugend-Abteilung von Wallidan. Im Mai 2007 nahm Gómez an einem zweiwöchigen Testtraining bei Paris Saint-Germain teil, zu einem Vertrag kam es aber nicht.
Er war 2008 im Kader der Fußballnationalmannschaft aufgestellt.